# Clorfenamina
La clorfenamina o clorfeniramina (maleato de clorfenamina) es un compuesto químico utilizado en medicina como fármaco antagonista de los receptores H1. Es un antihistamínico de primera generación, derivado de la propilamina, que compite con la histamina por los receptores H1, presentes en las células efectoras del músculo liso, el sistema nervioso central, células del endotelio vascular y el corazón.
En cuadros alérgicos se usa para aliviar la rinitis, la rinorrea; la urticaria; el estornudo; la picazón de ojos, nariz y garganta; la comezón por picaduras de insectos, hiedra venenosa y ronchas causadas por alimentos o cosméticos.
Se absorbe bien tras la administración oral o parenteral. Su unión a las proteínas plasmáticas es de 72 por ciento. Se metaboliza en el hígado. Su vida media es de 12 a 15 horas. La duración de la acción es de 4 a 25 horas. Se elimina por vía renal. 
Las acciones antimuscarínicas de la clorfenamina producen sequedad en la mucosa oral; atraviesa la barrera hematoencefálica y produce sedación debida a la ocupación de receptores H3 cerebrales, que están implicados en el control del estado de vigilia. Impide las respuestas a la acetilcolina mediadas por receptores muscarínicos.
La clorfenamina generalmente produce somnolencia. No debe administrarse en el embarazo ni durante la lactancia, ni a menores de 1 año; tampoco es recomendable si se va a manejar maquinaria peligrosa.

## Descripción
La clorfenamina es un bloqueante de los receptores de histamina, estructuralmente parecida a la bromfeniramina aunque produce menos somnolencia que esta. La clorfenamina forma parte de muchas especialidades farmacéuticas que se utilizan sin receta, constituyendo parte de numerosas asociaciones con otros fármacos. La clorfenamina, sola o en combinación con otros fármacos, se utiliza para aliviar los síntomas producidos por la rinitis primaveral, el resfriado común y para tratar todo tipo de alergias. Aunque en general se usa por vía sistémica, existen formulaciones para aplicaciones tópicas en ojos, oídos, manos y piel.

## Mecanismo de acción
Los antagonistas de la histamina no inhiben la secreción de histamina por los mastocitos como hacen el cromoglicato o el nedocromil, sino que compiten con la histamina en los receptores H1 del tracto digestivo, útero, grandes vasos y músculos lisos de los bronquios. El bloqueo de estos receptores suprime la formación de edema, vasodilatación y prurito que resultan de la acción de la histamina. Un gran número de bloqueantes H1 de histamina también tienen efectos anticolinérgicos debidos a una acción antimuscarínica central. Sin embargo, los efectos anticolinérgicos de la clorfeniramina son moderados.
Los efectos sedantes de la clorfeniramina se deben a una acción sobre los receptores histamínicos del sistema nervioso central. La administración crónica de la clorfeniramina puede ocasionar una cierta tolerancia.

## Farmacocinética
La clorfenamina se puede administrar oralmente, por vía subcutánea, intramuscular o venosa. Por vía oral, este fármaco se absorbe bastante bien. Los alimentos retrasan su absorción, pero sin afectar la biodisponibilidad. El comienzo de la acción antialérgica de la clorfeniramina se observa a los 30-60 minutos y es máxima a las 6 horas, mientras que las concentraciones plasmáticas máximas se detectan a las 2 horas de la administración. La duración de los efectos terapéuticos oscila entre las 4 y 8 horas. La clorfeniramina se une a las proteínas del plasma en un 72%, se distribuye bien por los tejidos y fluidos del organismo, cruza la barrera placentaria y se excreta en la leche.
El fármaco se metaboliza extensa y rápidamente, primero en la misma mucosa gástrica y luego en su primer paso por el hígado: se producen varios metabolitos N-desalquilados que se eliminan en la orina conjuntamente con el fármaco sin alterar. La semi-vida plasmática es de 2 a 4 horas, si bien la semi-vida de eliminación varía según la edad de los pacientes: en los adultos sanos es de 20 a 24 horas, mientras que en los niños, se reduce a la mitad. En los pacientes con insuficiencia renal, la semi-vida de eliminación depende del grado de la insuficiencia pudiendo llegar a las 300 horas o más en los pacientes bajo hemodiálisis. La velocidad de la eliminación depende del pH y de la cantidad de orina excretada, disminuyendo cuando el pH aumenta.

## Indicaciones y posología
Para la prevención y tratamiento de la conjuntivitis alérgica, rinitis, fiebre del heno, síntomas del resfriado común y otros síntomas alérgicos:
Administración oral (comprimidos, jarabes, etc)
- Adultos y adolescentes: las dosis recomendadas son de 4 mg vía oral cada 4-6 horas hasta un máximo de 24 mg/día
- Niños de 6 a 12 años: las dosis recomendadas son de 2 mg vía oral cada 4-6 h hasta un máximo de 12 mg/día
- Niños de 2 a 5 años: las dosis recomendadas son de 1 mg vía oral cada 4-6 h hasta un máximo de 6 mg/día

Administración subcutánea
- Niños de < 6 años: las dosis recomendadas son de 87.5 µg/kg o 2.5 mg/m² s.c. cuatro veces al día hasta un máximo de 12 mg/día.

Administración intramuscular, intravenosa o subcutánea
- Adultos y adolescentes: la dosis recomendada es de 10—20 mg i.m., s.c. o i.v. en una dosis única, con un máximo de 40 mg/24 h

Tratamiento de la anafilaxia (conjuntamente con epinefrina):
Administración intravenosa:
- Adultos y adolescentes: la dosis recomendada es de 10 a 20 mg en un bolo i.v. en 1 minuto. No se deben administrar más de 40 mg/24 h. No se aconsejan las administraciones subcutánea o intramuscular debido a la absorción por estas vías es afectada por la anafilaxia

Administración oral;
- Adultos: las dosis de 4—8 mg p.os 3 veces al día son eficaces para controlar la náusea y el vómito en la mayor parte de los casos

Las dosis máximas recomendadas son:
- Adultos: 24 mg/día por vía oral; 40 mg/día i.m., s.c. o i.v.
- Niños de > 6 años 12 mg/día por vía oral o s.c.
- Niños de 2 a 5 años: 4 mg/día por vía oral
- Enfermos renales (incluyendo los sometidos a hemodiálisis): aunque no existen pautas de tratamiento específicas, no parecen ser necesarios reajustes en las dosis
- Pacientes con insuficiencia hepática: pueden ser necesarios reajustes en las dosis dependiendo del grado de insuficiencia hepática y de la respuesta clínica

## Contraindicaciones
- La actividad anticolinérgica de los antagonistas H1 de histamina ocasiona un espesamiento de las secreciones bronquiales lo que puede agravar ataques agudos de asma o la enfermedad pulmonar obstructiva crónica (EPOC). Aunque los antihistamínicos H1 deben ser evitados durante los ataques agudos de asma, su utilización no queda excluida en los pacientes con asma, en particular cuando éste tiene un componente alérgico.

- La clorfeniramina está clasificada dentro de la categoría B de riesgo en el embarazo. Sin embargo, los antagonistas H1 de histamina no deben ser utilizados en las dos semanas anteriores al parto, debido a una posible asociación entre estos fármacos y una fibrolasia retrolenticular que se ha observado en algunos prematuros. No se han llevado a cabo estudios clínicos controlados con la clorfeniramina durante la gestación, por lo que no se recomienda su utilización durante el embarazo, a menos de que sus beneficios superen claramente los posibles riesgos para el feto. Además, en caso de ser utilizada, se recomienda que su administración sea lo más breve posible. Así, por ejemplo, no se debe recurrir a su uso para el alivio del resfríado común, siendo preferibles métodos no fármacológicos (descanso, ingesta de abundantes fluidos, etc).

- De igual forma, la clorfeniramina se debe utilizar con precaución durante la lactancia. Se han comunicado efectos secundarios en lactantes cuyas madres se encontraban bajo tratamiento con clorfeniramina consistentes en irritabilidad, llanto excesivo, sueño alterado e hipereexcitabilidad. Se debe evitar el uso de la clorfeniramina durante la lactancia, en particular las formulaciones retardadas. En caso de ser imprescindible, se recomienda su administración por la noche después del último pecho. En efecto, dada la relativamente corta semi-vida del fármaco es menos probable que se encuentre en la leche del pecho siguiente. Alternativamente, puede considerarse la lactancia artificial.

- La clorfeniramina está aprobada para su utilización en niños de más de 2 años. Sin embargo, en algunos niños los antagonistas H1 de histamina ocasionan una estimulación paradójica del sistema nervioso central. Como regla general, se recomienda no administrar este tipo de productos a niños de menos de 6 años de edad, en particular las formulaciones de acción sostenida o retardada. Tampoco se deben administrar a neonatos por la posibilidad de una estimulación del sistema nervioso central que puede conducir incluso a convulsiones.

- La clorfeniramina se debe usar con precaución en los enfermos con glaucoma de ángulo cerrado: debido a su actividad anticolinérgica puede aumentar la presión intraocular desencadenando un ataque agudo de glaucoma. En este sentido, los ancianos y pacientes de la tercera edad son más susceptibles pudiendo precipitar la clorfeniramina un glaucoma no diagnosticado. Otros efectos de la clorfeniramida debidos a su acción anticolinérgica son sequedad ocular y visión borrosa, lo que puede afectar de forma significativa a los portadores de lentillas.

- Aunque los efectos anticolinérgicos de la clorfeniramina son, en general moderados, se ha señalado un agravamiento de los síntomas en pacientes con obstrucción de la vejiga o del íleon, hiperplasia benigna de próstata o retención urinaria.[2] Los ancianos son, igualmente, los más susceptibles a estos efectos anticolinérgicos.

- La clorfeniramina es extensamente metabolizada en el hígado de manera que su metabolismo puede verse afectado en casos de insuficiencia hepática. En los pacientes con disfunción hepática, las dosis de clorfeniramina deberán ser ajustadas, monitorizando con frecuencia la función hepática y los efectos adversos.

- En los enfermos cardíacos, las antihistaminas H1, incluyendo la clorfeniramina se deben usar con precaución. En efecto, estos fármacos tienen una actividad parecida a la de la quinidina y pueden producir taquicardia, hipotensión y arritmias en pacientes propensos.

- La clorfeniramina produce somnolencia, lo que debe ser tenido en cuenta por los automovilistas y los conductores de maquinaria y en los adultos mayores. El efecto adverso descrito con mayor frecuencia al utilizar antihistamínicos de primera generación como la clorfenamina es la sedación, la cual es significativamente mayor que la observada en pacientes que solo recibieron placebo.[3]

## Interacciones
La clorfenamina posee una cierta actividad anticolinérgica que puede ser potenciada por otros fármacos con efectos antimuscarínicos. El uso de inhibidores de la monoaminooxidasa (IMAOs) está contraindicado conjuntamente con los antagonistas H1 de histamina incluyendo la clorfenamina. Algunos fabricantes recomiendan no utilizar antihistaminícos al menos en 2 semanas después de haber interrumpido un tratamiento con IMAOs.
Otros fármacos con actividad antolinérgica significativa son los antidepresivos tricíclicos (p.ej. la amitriptilina o la clomipramina), las fenotiazinas (clorpromazina, prometazina, etc) y la benzotropina. Todos ellos pueden potenciar la actividad anticolinérgica de la clorfenamina.
Aunque la clorfenamina sólo posee unos efectos sedantes suaves, puede ocasionar una depresión severa del sistema nervioso central si se combina con otros fármacos que deprimen el SNC como la entacapona, los barbitúricos, los ansiolíticos, sedantes e hipnóticos, opiáceos, nalbufina, pentazocina u otros antihistamínicos H1. Sin embargo, algunos de los antihistaminicos de segunda generación como el astemizol, la loratadina o la terfenadina no potencian los efectos sedantes de la clorfenamina.
La ingestión de bebidas alcohólicas durante el tratamiento con clorfenamina está contraindicada ya que el alcohol puede potenciar sus efectos sedantes, ocasionando una grave somnolencia.

## Reacciones adversas
Como es el caso de todas las antihistaminas de primera generación, las reacciones adversas más frecuentes son las que se originan por depresión del sistema nervioso central (sedación, somnolencia, mareos, etc). Existe una considerable variabilidad entre los pacientes en lo que se refiere a los efectos sedantes provocados por la clorfeniramina, de modo que estos deben ser advertidos de que este fármaco puede afectar de forma significativa su capacidad mental a la hora de conducir un vehículo o de manejar maquinaria. Estos efectos secundarios pueden desaparecer al cabo de unos pocos días, pero si persisten es necesario considerar una reducción de la dosis o el cambio a otro antihistamínico.
Otros efectos secundarios sobre el sistema nervioso central son las cefaleas y la debilidad muscular. Paradójicamente, los antagonistas H1 de histamina pueden producir una estimulación del sistema nervioso central, en particular con dosis altas y en los niños. Esta estimulación se manifiesta por alucinaciones, ataxia, insomnio, palpitaciones, psicosis y en casos muy severos convulsiones.
La clorfeniramina posee una cierta actividad anticolinérgica que se puede traducir durante el tratamiento en un aumento de las secreciones bronquiales, xerostomía, retención urinaria, midriasis y visión borrosa. Los ancianos son más susceptibles a estos efectos que la población en general.
Los antagonistas H1 de histamina, incluyendo la clorfeniramina pueden producir algunas reacciones adversas sobre el tracto digestivo, como náuseas, vómitos, constipación y dolor abdominal. La administración del fármaco con leche o con la comida alivia muchas de estos efectos secundarios.
Algunos efectos cardiovasculares, probablemente debidos a la actividad anticolinérgica de la clorfeniramina, son taquicardia sinusal, extrasístoles, palpitaciones y arritmias cardíacas. Pueden producirse hipotensión o hipertensión, pero raras veces tienen significancia clínica.
En algunos casos muy raros, se ha asociado la clorfeniramina a disfunciones hematológicas como agranulocitosis, anemia aplásica y trombocitopenia. En la mayoría de los casos estas anomalías desaparecieron cuando se discontinuó la administración del fármaco.